# Charles Koechlin
Charles Koechlin (París, 27 de novembre de 1867 - 31 de desembre de 1950) va ser un compositor, musicòleg i pedagog musical francès.
L’obra de Charles Koechlin arriba a més de 200 composicions i abasta gairebé tots els gèneres musicals, excepte l’òpera. Finals del segle XX va ser considerat sobretot un mestre destacat i un teòric influent, més que no pas un compositor. No obstant això, amb el temps, enregistraments i noves edicions van començar a situar-lo al costat de la de figures com Milhaud o Roussel. Va ser també un orquestrador excepcional (posant música a obres de Fauré i Debussy) i un avançat en l’ús de la politonalitat, molt abans que esdevingués habitual.

## Biografia

### Família
Charles Louis Eugène Koechlin va néixer a París el 27 de novembre de 1867, setè fill de Jules Koechlin i Camille Dollfus. Tot i haver nascut a París, Charles Koechlin provenia d’una família burgesa originària d’Alsàcia formada per inventors, enginyers, industrials i artistes. El pare, Georges Michel «Jules» Koechlin (1816-1882), era un industrial de Mulhouse vinculat a la casa Frères Koechlin, dedicada a la impressió tèxtil. El seu avi matern, Jean Dollfus, que va fundar la companyia tèxtil de cotó Dollfus-Mieg et Cie a Mulhouse, fou un conegut filantrop que va construir una de les primeres cités ouvrières. Koechlin va heretar d'ell la seva forta i avançada consciència per la llibertat i la independència. D’aquest origen va conservar el que ell mateix descrivia com un temperament alsacià: una barreja d’energia vital, innocència i una sinceritat directa i genuïna que defineix tant la seva música com la seva manera de ser.

### Estudis
El maig de 1874, Koechlin va ingressar a l’École Monge, que més tard es convertiria en el Lycée Carnot, i solia passar els estius a la Villa des Mûttes, a la selecta localitat de Villers-sur-Mer, amb els seus cosins, els Gibert de Le Havre. Aquella residència havia estat comprada pel seu pare. En aquell ambient rústic, Koechlin acabaria component algunes de les seves creacions més notables, com Les bandar-log, op. 176. Entre els anys 1879 i 1880, Koechlin va descobrir el que considerava la música autèntica arran dels recitals clàssics de Charles Wilfrid de Bériot a l’École Monge. Aquella experiència el va motivar a reprendre els estudis de piano.
L’any 1882 marcà un punt d’inflexió en la vida de Koechlin. El 16 d’abril va perdre el pare, i, com a una mena de consol per aquesta pèrdua, va viure un agost inoblidable amb els Gibert a la finca del seu avi Jean Dollfus, a Wädenswil, a la vora del llac de Zúric. Aquella estada idíl·lica inspiraria anys més tard la suite per a piano L’ancienne maison de campagne, op. 124.
Tot i que ben aviat va mostrar els seus interessos musicals, la família el volia enginyer. Va ingressar a l'École Polytechnique l'any 1887, però el febrer de 1888 se li va diagnosticar tuberculosi i va haver de passar tres mesos de recuperació a Algèria, on va desenvolupar un interès per la fotografia. Aquesta afició, igual que la seva passió per l’alpinisme —nascuda durant les vacances a Suïssa—, l’acompanyaria tota la vida. Després de tres mesos més de convalescència a Algèria, i amb els estudis una mica abandonats, Koechlin va començar a optar per la música. Més tard diria: «la meva malaltia a l’École Polytechnique va resultar providencial. Sense ella, potser hauria esdevingut enginyer civil, o hauria entrat a la marina, i només hauria estat un músic aficionat».
Va haver de repetir el primer any a l'École, i finalment es va graduar amb qualificacions mediocres. Després d'una baralla amb la família i de prendre classes particulars amb Charles Lefebvre, l'any 1890 va voler ingressar al Conservatori de París. Koechlin no va poder entrar a la classe d’harmonia de Théodore Dubois per la seva edat, però gràcies a una carta de presentació de Lefebvre, va ser admès com a oient a la classe d’Antoine Taudou aquella tardor.
L'any 1892 va començar a estudiar composició amb Massenet, fuga i contrapunt amb André Gedalge i història de la música amb Louis-Albert Bourgault-Ducoudray. Entre els seus companys del Conservatori cal esmentar George Enescu, Ernest Le Grand, Reynaldo Hahn, Max d'Ollone, Henri Rabaud i Florent Schmitt. Koechlin envejava la «sorprenent facilitat d’assimilació» d'Enescu i Rabaud.
Quan Massenet es va jubilar el 1896, Koechlin es va posar sota la tutela de Gabriel Fauré, que el va nomenar el seu assistent el 1898. Va tenir com a companys de classe Ravel i Jean Roger-Ducasse. Fauré va ser una gran influència per a Koechlin; de fet Koechlin va escriure la primera biografia de Fauré (1927), una obra encara avui molt valorada. L'any 1898 un agraït Koechlin va orquestrar la popular suite de Fauré Pelléas et Melisande, i l'any 1900 va ajudar Fauré en la producció de l'ambiciós drama a l'aire lliure Promethée.
Després de la graduació va dedicar-se a la composició i a l'ensenyament, en l'àmbit particular. En els seus primers anys com a compositor, de 1890 a 1908, es va centrar sobretot en les cançons. Koechlin començà a fer-se un lloc com a compositor a finals de la dècada de 1890. Els seus Rondels foren cada cop més interpretats en ambients tant públics com privats, i Promenade galante, op. 5 núm. 1, assolí un reconeixement notable en ser programada a la reconeguda Société Nationale el 19 de març de 1898. Malgrat la seva habilitat aparentment natural per a l’orquestració, li va caldre un llarg aprenentatge abans de sentir-se còmode escrivint música purament instrumental.
Es va casar amb Suzanne Pierrard l'any 1903. El 1909 va iniciar el seu habitual treball com a crític per a la Chronique des arts. El 1910, juntament amb Fauré, Ravel, André Caplet i altres, va fundar la Société Musicale Indépendante, un grup dedicat a la promoció de la música contemporània, amb les activitats de la qual va estar intensament compromès. Des dels seus inicis fins a la seva mort va ser un apassionat partidari de la Societat Internacional per la Música Contemporània, de la qual va arribar a ocupar-se de la secció francesa. L'any 1937 va ser elegit president de la Fédération Musicale Populaire. Al principi gaudia d'una posició benestant, i dividia el seu temps entre París i cases de lleure a Villers-sur-Mer i la Costa d'Atzur, però després de la Primera Guerra Mundial la seva situació econòmica va empitjorar i va haver de vendre una de les seves cases. A partir del 1917, a causa de dificultats econòmiques, va haver de dedicar-se a l’ensenyament i a escriure sobre música per mantenir la seva família.
En part degut a la seva radical defensa dels joves compositors i dels nous estils, mai no va reeixir a aconseguir una plaça estable de professor, tot i que va ser examinador d'un bon grapat d'institucions (per exemple dels conservatoris de Brussel·les, Reims i Marsella). L'any 1926 va ser rebutjat com a professor de contrapunt i fuga al Conservatori de París per vint vots a 2 (els dos vots positius van ser els d'Albert Roussel i Maurice Emmanuel), però entre 1935 i 1939 va ser professor de fuga i polifonia modal a la Schola Cantorum.
Va visitar els Estats Units d'Amèrica quatre vegades per impartir classes, els anys 1918-19, 1928, 1929 i 1937. En la segona i tercera visita va dictar classes a la Universitat de Califòrnia, Berkeley. En la visita de 1929, el seu poema simfònic La joie paienne va guanyar el Premi Hollywood Bowl de Composició i va ser interpretat sota la batuta d'Eugène Goossens. Així i tot, Koechlin va haver de pagar la preparació de les particel·les, i en els anys 1930 va invertir la major part dels seus estalvis per organitzar interpretacions d'algunes de les seves obres orquestrals. Finalment, en la dècada del 1940 el departament musical de la Ràdio Belga va donar-li suport, tot retransmetent diverses estrenes d'obres importants, incloent-hi la primera interpretació completa del seu cicle sobre El llibre de la selva.
Com a humanista d’esquerres, la Segona Guerra Mundial va suposar per a ell una crisi profunda que li va fer perdre la inspiració musical durant gairebé dos anys. Durant aquest temps, es va centrar a revisar composicions anteriors i va escriure el seu tractat d’orquestració en quatre volums. Durant les dues darreres dècades de la seva vida, Koechlin va crear una gran quantitat d’obres orquestrals.
Va morir, i va ser enterrat, a la seva casa de camp de Le Canadel, al departament de Var, a l'edat de 83 anys.

## Estil i obres
Koechlin va ser tremendament prolífic, tal com suggereix la llista d'obres que apareix més endavant (llista no exhaustiva). Va ser extremadament eclèctic pel que fa a la inspiració (la natura, el misteriós orient, el folklore francès, les corals de Bach, la cultura hel·lenística, l'astronomia, les pel·lícules de Hollywood, etc.) i a la tècnica musical, però l'essència expressiva del seu llenguatge va romandre diferenciada del dels seus contemporanis. Al principi de la seua carrera es va concentrar en les cançons amb acompanyament orquestral, poques de les quals van ser interpretades al llarg de la seua vida. Un recent (2006) enregistrament d'una selecció d'aquestes obres (Hänssler Classic CD93.159) mostra que llavors ja sobresortia com a mestre posseïdor d'un estil impressionista molt personal, derivat més que de Debussy de Berlioz i Fauré. Posteriorment va conrear el poema simfònic i la música instrumental i de cambra. Després de la Primera Guerra Mundial, la seua persistent devoció pel poema simfònic i la gran orquestra, en un període en què l'estil neoclàssic i els petits conjunts eren la moda, potser va descoratjar la interpretació i l'acceptació de la seua obra. Entre les seues compocicions cal destacar els quatre poemes simfònics i les tres cançons amb acompanyament orquestral que formen el cicle sobre El llibre de la selva, inspirat en l'obra de Rudyard Kipling; molts altres poemes simfònics, incloent-hi Le Buisson Ardent, basat en l'obra de Romain Rolland (es tracta d'un díptic de poemes per a orquestra, que poden ser interpretats independentment) i Le Docteur Fabricius, sobre la novel·la del seu oncle Charles Dolfus; tres quartets de corda; cinc simfonies, entre elles la Seven Stars Symphony, inspirada en Hollywood; sonates per a flauta, oboè, clarinet, fagot, trompa, violí, viola i violoncel, a més de gran quantitat de música de cambra; un bon grapat de cançons, més de dos-cents números d'opus en total; així com un elevat nombre de monòdies, estudis fugats, harmonitzacions corals i altres peces educatives. Encara avui moltes de les seues obres continuen sense publicar. Va compondre en diversos estils, de vegades amb un circumspecte contrapunt barroc, com en la fuga que obre la segona simfonia (no enregistrada fins al 2005), de vegades en estil impressionista, com en el poema simfònic Au Loin, o com en l'scherzo de la segona simfonia. Podia moure's des d'una extrema simplicitat en la textura i l'harmonia, fins a la més extrema complexitat, ja fóra entre diferents obres o fins i tot en la mateixa obra. Alguns dels seus efectes més característics naixen d'un tractament extremadament estàtic de l'harmonia; per exemple amb una sèria acumulada de cinquenes a través de la gamma sencera d'instruments. Sovint, les seues melodies són llargues, asimètriques i amplies en tessitura. Va estar molt interessat en les obres d'Arnold Schönberg, algunes de les quals va citar de memòria en el seu tractat d'orquestració. Un dels estils parodiats al poema simfònic Les Bandar-Log, del cicle d'El llibre de la selva, és la tècnica dodecafònica, tot i que ell mateix va ser autor d'unes quantes peces compostes en el que va anomenar style atonal-seriel. Estava fascinats pel cinema, i va compondre bandes sonores imaginàries dedicades a l'actriu de Hollywood Lilian Harvey, per la qual sentia gran admiració. La seua simfonia Seven Stars s'inspira en alguns dels més famosos papers cinematogràfics interpretats per Douglas Fairbanks, Lilian Harvey, Greta Garbo, Clara Bow, Marlene Dietrich, Emil Jannings i Charlie Chaplin. També va compondre un Epitafi per a Jean Harlow i una suite de danses per a Ginger Rogers. Va estar interessat en instruments poc habituals, principalment pel saxòfon i les Ones Martenot. Un moviment de la segona simfonia en requereix quatre (habitualment no s'inclouen en les interpretacions per la seua raresa). També va escriure algunes peces per a trompa de cacera, un instrument que ell mateix tocava. Va orquestrar diverses obres d'altres compositors. A més de la suite Pelléas et Mélisande de Fauré, esmentada adés, va orquestrar la major part de la "llegenda coreogràfica" Khamma, de Claude Debussy, sota la direcció del mateix compositor, a partir de la partitura de piano, així com el ballet Within the Quota de Cole Porter. També va transcriure la Fantasia Wanderer de Schubert i la Bourrée Fantasque de Chabrier, entre d'altres.

## Pedagog i teòric musical
Essent encara un estudiant, en la dècada del 1890, Koechlin va ser ajudant de Fauré en les classes de contrapunt, però tot i que després donaria classes particulars i va ser examinador extern del Conservatori de París, mai no va ocupar una plaça estable com a professor. Entre els compositors i compositores que van estudiar amb ell cal destacar Germaine Tailleferre, Jean-Louis Martinet, Roger Désormière, Francis Poulenc, Léon Algazi i Henri Sauguet. Cole Porter va estudiar orquestració amb ell entre 1923 i 1924. Darius Milhaud, tot i que mai no va ser alumne se, n'esdevingué amic íntim, i considerava que havia après més de Koechlin que de qualsevol altre professor.
Va escriure tres llibres de text: un d'Harmonia (3 vols, 1923-6), un de Teoria de la música (1932-4) i un voluminós tractat sobre orquestració (4 vols, 1935-43) que és considerat un clàssic en la matèria. També va deixar altres obres didàctiques menors, així com la biografia de Fauré esmentada adés.

## Caràcter
Malgrat que mai no va gaudir d'un vertader èxit, Koechlin fou una figura aparentment venerada pel conjunt del món musical francès; la seua llarga barba contribuïa a atorgar-li un cert caràcter de figura patriarcal. Després de la seua malaltia de 1888, la necessitat de guanyar fortalesa física el va fer dedicar-se entusiàsticament a l'excursionisme, la natació i el tennis. També fou un astrònom afeccionat i un consumat fotògraf. Va ser un dels grans místics entre els compositors francesos, amb un credo personal més aviat panteista que cristià. Tot i que mai no va pertànyer al Partit Comunista, subscrivia els seus ideals, i sobretot a finals de la dècada del 1930 va estar especialment involucrat amb la idea d'una "Música per al Poble".

## Selecció d'obres

### Simfonies
- Simfonia en La major (1893-1900)
- Simfonia núm.1 op. 57bis (versió orquestral, 1926, del Quartet de corda núm. 2)
- The Seven Stars Symphony op.132 (1933)
- Symphonie d'Hymnes (1936) [cicle de moviments independents compostos amb antelació]
- Simfonia núm. 2 op.196 (1943-44)[10]

### Poemes simfònics
- La Forêt, op.25 (1897-1906) & op.29 (1896-1907)
- Nuit de Walpurgis Classique op.38 (1901-1916)
- Soleil et danses dans la forêt op.43 núm.1 (1908-11)
- Vers la plage lointaine, nocturne op.43 núm.2 (1908-1916)
- Le printemps op.47 núm.1 (1908-11)
- L'hiver op.47 núm.2 (1908-10 orch 1916)
- Nuit de Juin op.48 núm.1 (1908-11 orch 1916)
- Midi en Aout op.48 núm.2 (1908-11 orch 1916)
- La course de Printemps op.95 (1908-25) (Cicle sobre El llibre de la selva)
- Vers la Voûte étoilée op.129 (1923-33)
- La Méditation de Purun Bhaghat op.159 (1936) (Cicle sobre El llibre de la selva)
- La cité nouvelle, rêve d'avenir op.170 (1938; after H.G. Wells)
- La loi de la jungle op.175 (1939-40) (Cicle sobre El llibre de la selva)
- Les Bandar-Log op.176 (1939-40) (Cicle sobre El llibre de la selva)
- Le buisson ardent opp.171 (1938) & 203 (1945)
- Le Docteur Fabricius op.202 (1941-44, orch 1946)

### Altres obres orquestrals
- En rêve op.20 núm.1 (1896-1900)
- Au loin op.20 núm.2 (1896-1900)
- L'automne, symphonic suite op.30 (1896-1906)
- Études Antiques op.46 (1908-10)
- Suite légendaire op.54 (1901-15)
- 5 Chorales dans les modes du moyen-age op.117bis (1931, orq. 1932)
- Fugue Symphonique ‘Saint-Georges’ op.121 (1932)
- L'andalouse dans Barcelone op.134 (1933)
- Les eaux vives – música per a l'Exposició Universal de París de 1937, op.160 (1936)
- Victoire de la vie op.167 (1938 – banda sonora de la pel·lícula d'Henri Cartier)
- Offrande musicale sur le nom de BACH op.187 (1942-46)
- Partita per a orquestra de cambra p. 205
- Introducció i 4 Interludis d'estil atonal-serial op.214 (1947-48)

### Obres per a solista i orquestra
- 3 Corals per a orgue i orquestra op.49 (1909-16)
- Ballade per a piano i orquestra op.50 (1911-19) (també per a piano sol)
- Poème per a trompa i orquestra op.70bis (1927 orquestració de la sonata per a trompa)
- 2 Sonates per a clarinet i orquestra de cambra, opp.85bis & 86bis (1946 arrs de les sonates per a clarinet i piano)
- 20 Chansons Bretonnes per a violoncel i orquestra op.115 (1931-32) (arrs de 20 Chansons Bretonnes per a violoncel i piano)
- Silhouettes de Comédie per a fagot i orquestra op.193
- 2 Sonatines per a oboè d'amore i orquestra de cambra op.194 (1942-43)

### Obres per a banda de música
- Quelques chorals pour des fêtes populaires op.153 (1935-36)

### Música de cambra
- Quartet de corda núm.1 op.51 (1911-13)
- Sonata, flauta i piano op.52 (1913)
- Sonata, viola i piano op.53
- Quartet de corda núm.2 op.57 (1911-15) [vegeu també la Simfonia núm.1]
- Sonata, oboè i piano op.58 (1911-16)
- Sonata, violí i piano op.64 (1915-16)
- Sonata, violoncel i piano op.66 (1917)
- Sonata, trompa i piano op.70 (1918-25)
- Sonata, fagot i piano op 71
- Quartet de corda núm.3 op.72 (1917-21)
- Sonata, 2 flautes op.75 (1920)
- Sonata núm.1, clarinet i piano op.85 (1923)
- Sonata núm.2, clarinet i piano op.86 (1923)
- Trio per a flauta, clarinet i fagot (or violí, viola i violoncel) (1927)
- Qintet amb piano op.80
- 20 Chansons Bretonnes per a violoncel i piano op.115 (1931-32)
- L'Album de Lilian (Llibre I) per a flauta, clarinet, piano op.139 (1934)
- L'Album de Lilian (Llibre II) per a flautí, flauta, piano, clavecí, ones martenot op.149 (1935)
- Quintet núm.1 per a flauta, arpa i trio de corda Primavera op.156 (1936)
- 14 Peces per a flauta i piano op.157b (1936)
- Epitaphe de Jean Harlow per a flauta, saxòfon i piano op.164 (1937)
- Septet per a instruments de vent op.165 (1937)
- 14 Peces per a clarinet i piano op.178 (1942)
- 14 Peces per a oboè i piano op.179 (1942)
- 15 Peces per a trompa (or saxòfon) i piano op.180 (1942)
- 15 Estudis per a saxòfon i piano op.188 (1942-44)
- Sonate à sept per a flauta, oboè, arpa i quartet de corda op.221
- Quintet núm.2 per a flauta, arpa i trio de corda Primavera II op.223 (1949)
- Stèle funéraire per a flauta, flautí i flauta contralt op.224 (1950)

### Música instrumental
- 5 Sonatines per a piano op.59 (1915-16)
- 4 Sonatines Françaises per a duet de piano, op.60 (1919) [també versió per a orchestra]
- Paysages et Marines per a piano op.63 (1915-16) [també arranjat per a conjunt de cambra]
- Les Heures Persanes, 16 peces per a piano op.65 (1913-19) [també versió orquestral]
- 12 Pastorales per a piano op.77 (1916-20)
- 4 Nouvelles Sonatines Françaises per a piano op.87 (1923-24)
- L'ancienne Maison de Campagne per a piano op.124 (1923-33)
- Danses pour Ginger Rogers per a piano op.163 (1937)
- Vers le soleil – 7 monòdies per a ones martenot op.174 (1939)
- Suite per a corn anglès op.185 (1942)
- Les Chants de Nectaire, 96 peces per a flauta, en 3 sèries, opp.198, 199 & 200 (1944)
- 15 Preludis per a piano op.209 (1946)
- Le Repos du Tityre per a oboè d'amore, op.216

### Obres corals
- L'Abbaye, Suite religiosa per a solistes, cor i orquestra opp.16 & 42 (1908)
- 3 Poèmes per a solistes, cor i orquestra op.18 (Cicle sobre El llibre de la selva)
- Chant funèbre à la mémoire des jeunes femmes défuntes per a cor i orquestra op.37 (1902-08)
- Chant pour Thaelmann per a cor i piano o banda de música op.138 (1934)
- Requiem des pauvres bougres per a cors, orquestra, piano, orgue i ones martenot op.161 (1936-37)

### Cançons
(La major part amb orquestra)
- Rondels, Set I op.1 (1890-95)
- 4 Poèmes d'Edmond Haraucourt op.7 (1890-97)
- Rondels, Set II op.8 (1891-96)
- Poèmes d'Automne op.13 (1894-99)
- Rondels, Set III op.14 (1896-1901)
- 3 Mélodies op.17 (1895-1900)
- 2 Poèmes d'André Chénier op.23 (1900-02)
- 6 Mélodies sur des poèsies d'Albert Samain op.31 (1902-6)
- 5 Chansons de Bilitis op.39 (1898-1908)
- 5 Mélodies sur des poèmes de 'Shéhérazade' de Tristan Klingsor Sèrie I op.56 (1914-16)
- 8 Mélodies sur des poèmes de 'Shéhérazade' de Tristan Klingsor Sèrie II op.84 (1922-3)
- 7 Chansons pour Gladys op.151 (1935)